# Objudna gäster
Objudna gäster (engelska: Come Clean) är en amerikansk komedifilm med Helan och Halvan från 1931 regisserad av James W. Horne.

## Handling
Det är kväll och Helan är hemma med sin fru. Allt är lugnt och stilla, ända tills Halvan med fru kommer på besök. Halvan föreslår att han och Helan borde gå ut och köpa glass. På vägen hem räddar de en kvinna från att ta livet av sig. Inom kort avslöjas kvinnan som en galning på rymmen efterlyst av polisen.

## Om filmen
Filmen är en delvis remake av duons tidigare kortfilmer Trötta miljonärer från 1928 och Helan och Halvans förflutna som kom samma år som denna.
Skådespelerskan Linda Loredo som spelade Halvans fru dog innan filmen hade premiär.
Filmens hade svensk premiär den 6 mars 1933 med titeln Objudna gäster. När filmen hade svensk nypremiär den 3 september 1946 gick den under titeln Helan och Halvan klarar biffen.
Filmen finns utgiven på DVD och Blu-ray.

## Rollista
- Stan Laurel – Stan (Halvan)
- Oliver Hardy – Ollie (Helan)
- Mae Busch – Kate
- Gertrude Astor – Helans fru
- Linda Loredo – Halvans fru
- Charlie Hall – glassexpediten
- Tiny Sandford – dörrvakt
- Eddie Baker – civilpolis
- Gordon Douglas – hotellreceptionist[2]